# Géostatistique transitive
La géostatistique transitive est la branche de la géostatistique qui étudie la variable régionalisée sans hypothèse supplémentaire.

## Notations
Les notations usuelles sont :
- x le point courant de l'espace de travail
- S le champ de la variable régionalisée étudiée
- z la variable régionalisée étudiée
- Z la fonction aléatoire associée

## Covariogramme transitif
Le covariogramme transitif de z est une grandeur déterminée par la variable régionalisée selon :
{\displaystyle g\left(h\right)=\int z\left(x\right)z\left(x+h\right)\mathrm {d} x}
L'intégrale porte sur tout l'espace géographique ou, de manière équivalente, sur le champ de la variable régionalisée z. Le vecteur h représente un vecteur de l'espace géographique.
Le covariogramme transitif contient exactement la même information structurale que la covariance de la fonction aléatoire stationnaire associée, mais il est de plus défini de manière déterministe et sans ambiguïté.
On a immédiatement les propriétés suivantes :
- symétrie : {\displaystyle g\left(h\right)=g\left(-h\right)}
- {\displaystyle \left(\int z\left(x\right)\mathrm {d} x\right)^{2}=\int g\left(h\right)\mathrm {d} h}
- Inégalité de Schwarz : {\displaystyle \left|g\left(h\right)\right|\leqslant g\left(0\right)}
- Portée : dans une direction donnée, la distance au-delà de laquelle le covariogramme transitif reste définitivement égal à 0. C'est une propriété du champ, non de la variable régionalisée.
- Covariogramme géométrique : nommé ainsi si z est la fonction indicatrice 1S. Dans ce cas, g(0) représente la mesure de S, et sa dérivée dans une direction est la variation diamétrale du champ S dans cette direction.

### Positivité
Le covariogramme transitif est de type positif. Une fonction de type positif se définit par la propriété :
{\displaystyle \forall x_{i},\forall \lambda _{i},\sum _{i,j}\lambda _{i}\lambda _{j}g\left(x_{i}-x_{j}\right)\geq 0}
ou encore :
{\displaystyle \forall \lambda ,\iint \lambda \left(\mathrm {d} x\right)g\left(t-u\right)\lambda \left(\mathrm {d} u\right)\geq 0}, où {\displaystyle \scriptstyle \lambda } est une mesure
La positivité caractérise la classe des fonctions de covariance. Le théorème de Bochner énonce qu'une fonction continue est de type positif si et seulement si elle est transformée de Fourier d'une mesure positive sommable. Enfin, une fonction de type positif le reste dans un sous-espace de dimension inférieure, mais pas nécessairement dans une sur-espace de dimension supérieure.

### Comportement à l'origine
Une discontinuité de g à l'origine est appelée effet pépite. Si z est dérivable, g est deux fois dérivable à l'origine, Si z est continue, g est continue à l'origine.
Dans le cas isotrope (c'est-à-dire si {\displaystyle \scriptstyle g\left(h\right)} ne dépend que du module de h), on peut réaliser un développement limité de g en 0. Les puissances paires du développement limité forment la partie régulière ; les autres composantes (puissances impaires, puissances non entières, composantes logarithmiques) forment la partie irrégulière.

### Régularisations
La régularisée de z par une fonction de pondération p(x) est le produit de convolution de la variable régionalisée étudiée par la transposée de la fonction de pondération :
{\displaystyle z_{p}\left(x\right)=\int z\left(x+u\right)p\left(u\right)\mathrm {d} u=z\ast {\breve {p}}}, où {\displaystyle {\breve {p}}\left(x\right)=p\left(-x\right)}
Le covariogramme transitif de {\displaystyle z_{p}} est {\displaystyle g_{p}=g\ast p\ast {\breve {p}}}.
Un cas particulier de régularisation est la montée de la variable régionalisée, définie comme son intégrale le long d'une direction donnée. Elle est elle-même une variable régionalisée dans un espace possédant une dimension de moins. Inversement, on parle de descente.

### Modélisation
Afin d'être estimé, le covariogramme doit être approché par un modèle. Il s'agit de l'opération où se manifeste le plus clairement la pratique du géostatisticien, car les tests automatiques ne suffisent généralement pas pour un bon résultat.
On peut réécrire l'expression {\displaystyle \scriptstyle Var[Q^{*}]=a\sum _{k}g\left(ka\right)-\int g\left(h\right)\mathrm {d} h} comme fonction σ2 de la maille a, que l'on décompose ainsi {\displaystyle \scriptstyle \sigma ^{2}\left(a\right)=T\left(a\right)+Z\left(a\right)}, avec :
- T(a) terme régulier ou terme d'extension, dépendant du comportement de g(h) à l'origine;
- Z(a) terme fluctuant ou Zitterbewegung, dépendant du comportement de g(h) au voisinage de la portée.

Notons que dans la théorie, la portée du covariogramme est une donnée et la taille de la maille est une variable ; à l'inverse, dans la pratique, la maille sera un paramètre (méthodologique) et la portée sera une inconnue.
Le terme régulier peut être contrôlé a posteriori dans le cas où l'on peut calculer expérimentalement la variance d'estimation. Par contre, on peut montrer que le terme fluctuant dépend essentiellement de la quantité ε ≡ L/a (modulo 1) où L est la portée du covariogramme et a la maille de reconnaissance ; le problème est qu'en pratique L n'est justement connu qu'avec une approximation de a près. Comme on peut montrer que Z(ε) est de moyenne nulle sur [0,1], on choisit de négliger le terme fluctuant, tout en sachant qu'il peut avoir une amplitude considérable. Il s'agit là d'une situation préaléatoire : de petites modifications des conditions initiales (ici : ε) peuvent bouleverser les résultats. On peut considérer également cela comme le choix de considérer σ2(a) comme une variable aléatoire d'espérance le terme régulier et de partie purement aléatoire le terme fluctuant.

#### Les covariogrammes
Les trois outils structuraux utilisés sont résumés ici :
1. Le covariogramme transitif a été présenté plus haut comme la fonction {\displaystyle \scriptstyle g\left(h\right)\int z\left(x\right)z\left(x+h\right)\mathrm {d} x}. Il est inaccessible en pratique. Il traduit à la fois des propriétés structurales de la variable régionalisée et des propriétés géométriques de son champ.
2. Le covariogramme expérimental est le nuage de points qui approxime le covariogramme transitif. Dans le cas unidimensionnel à maille régulière a, il s'écrit {\displaystyle \scriptstyle g^{*}\left(x_{0};ka\right)=a\sum _{p}z\left(x_{0}+pa\right)z\left(x_{0}+pa+ka\right)}. En pratique, son calcul se fait en tenant compte de tolérances (de distances et de directions).
3. Le covariogramme modélisé est une fonction mathématique choisie pour représenter le covariogramme transitif, dont le choix est basé sur le covariogramme expérimental et sur les décisions du géostatisticien.